# آن سامرس
آن سامرس (انگلیسی: Ann Summers) شرکت خرده‌فروشی بریتانیایی است، که در سال ۱۹۷۰ تأسیس شد.